# ヴィヴァルディ兄弟
ヴァンディーノ・ヴィヴァルディ (イタリア語: Vandino Vivaldi　ヴァディーノ(Vadino)やグイード(Guido)とも） とウゴリーノ・ヴィヴァルディ (イタリア語: Ugolino Vivaldi) は、13世紀末のジェノヴァ人商人の兄弟。知られている限り、初めてヨーロッパからインドまでの海上航路開拓を目指して探検に出た人物である。ウゴリーノは兄ヴァンディーノやテディージョ・ドーリアらとともに、インドへの航海と交易路の開拓を目指して、1291年5月にジェノヴァを出港した。またこの探検は、通商のほかにキリスト教の布教も目的としており、2人のフランシスコ会修道士も同行していた。武装も整えた2隻のガレー船艦隊は北緯28度47分、モロッコ沿岸のゴゾラ (Cape Chaunar)まで到達した後、消息を絶った。彼らは5世紀の西ローマ帝国滅亡後、初めて地中海から大西洋へと漕ぎ出した探検家でもあったともいえる。
14世紀初頭には、ヴィヴァルディ兄弟を捜索するための探検隊がいくつも登場した。1321年、ランセロット・マルチェッロがヴィヴァルディ兄弟を捜索するためジェノヴァを出港してカナリア諸島の島に到達し（後に彼の名をとってランサローテ島と呼ばれる）、20年以上にわたり滞在した。またウゴリーノの息子ソルレオーネ・ディ・ヴィヴァルディも父や叔父を探して、ソマリア沿岸のモガディシュまで到達したといわれている。1455年、ポルトガルのエンリケ航海王子の命を受けてアフリカ西海岸を探検したアントニオット・ウソディマーレとアルヴィーゼ・ダ・カダモストの探検隊は、ガンビア川でヴィヴァルディ探検隊の最後の生き残りに遭遇したと報告した。彼らによれば、ヴィヴァルディ探検隊はギニア湾を航行中に1隻が座礁したものの、もう1隻はアイティオピア（エチオピアか）の海岸に到達した。そして乗組員のジェノヴァ人たちは、ギホン（ここではおそらくセネガル川のこと）近くのメナもしくはアメヌアンという地で捕虜になったのだということであった。

## 文献
ヴィヴァルディ兄弟に関する最も主要な同時代文献は、ジャコポ・ドーリアが1294年にジェノヴァ市に献上した、ジェノヴァの年代記である。1291年の項には、次のような記述がある。
テディージョ・ドーリア、ウゴリーノ・ヴィヴァルディ、後者の兄弟の一人、そして数人のジェノヴァ市民が、今まで誰も試みてこなかった遠征に着手した。彼らは2隻のガレー船を豪華に飾った。食料や水、その他の必需品を積み込んだ彼らは、5月に目的地に向かって出港し、セウタ海峡を抜け、海をわたってインドへ至り、有用な商品を持ち帰ろうとしたのであった。上述の兄弟はみずから艦隊に乗り込み、また2人のフランシスコ会修道士も同行した。彼らを見たり聞いたりした者たちは一人残らず驚嘆させられた。旅人たちがゴゾラと呼ばれる地を通過した後、彼らについての情報は聞かれなくなった。神が彼らを見守り、無事に連れ帰ってくれますように。 
また別の様々な文献では、ウゴリーノの兄は「ヴァディーノ」であるとか、テディージョ・ドーリアはジャコポ・ドーリアの甥で乗船していなかったとか、艦隊が載せた補給品は「十年分」だったとか、艦名はサンクトゥス・アントニウス（Sanctus Antonius）とアレグランジア（Alegranzia）であったとか、航海の途中でマヨルカ島に立ち寄ったなどといった追加情報がみられる

## 探検隊の到達点
フランスの歴史家ジャン・ギンペルは、探検隊に同行した2人のフランシスコ会士が、同じくフランシスコ会士であるロジャー・ベーコンが著した『オプス・マイウス』を読んでいた可能性を指摘している。この本は、スペインとインドの間の距離はそれほど遠くないと論じたもので、後にピエール・ダイイが同様の説を唱え、クリストファー・コロンブスにも影響を与えた。
ヴィヴァルディ兄弟がどこまで到達したのかは不明なままであるが、カナリア諸島に到達し上陸した可能性がある。「ゴゾラ」(Gozora)という地名は、中世ヨーロッパの地図を見るとモロッコのChaunar岬を指していて、その対岸のカナリア諸島と関連付けられていることが多い。例えば1300年代前半のジョヴァンニ・ダ・カリグナーノや1367年にピッツィガーノ兄弟が制作した地図では、Caput Finis Gozoleという表記がみられる。またアレグランツィアという艦名は、カナリア諸島のアレグランサ島と関係している可能性がある。このため、ヴィヴァルディ兄弟らがここに上陸した（あるいは少なくとも1隻がそこで転覆した）可能性が考えられている。
1350年頃から1385年にかけて、スペインの名前不詳の修道士が書いた半ファンタジー的な紀行文学『リブロ・デル・コノスキメント』(Libro del Conoscimiento)は、ヴィヴァルディ兄弟のガレー艦隊をほのめかした内容になっている。実際に兄弟に言及している部分が2つあり、まず先に登場する場面では、ギニア地域を旅していた修道士という設定の語り手が、アブデセリブ(Abdeselib)というブラックアフリカの帝国の首都グラシオーナ(Graçiona)にたどり着く。このアブデセリブは、プレスター・ジョンと同盟を結んでいたという。「彼らがこのグラシオーナの街で私に語るところでは、アメヌアン（Amenuan）で破損したガレー船から逃れてきたジェノヴァ人が、ここに連れてこられた（裏切られた？）が、他の逃れたガレー船がどうなったかは知られていないのだという」。 この修道士が隣町のマグダソル(Magdasor)に行ってみると、そこでソル・レオーネ(Sor Leone)というジェノヴァ人に出会う。この男はこの町で「先に説明した、2隻のガレー船に乗って旅立った父親を捜しに来ていて、彼ら（マグダソルの王ら）からあらゆる栄誉を与えられたが、このソル・レオーネが父を探してグラシオーナの帝国に渡りたいと言ったとき、マグダソルの皇帝は、道が不確かで危険だといって許さなかった」。先述の通り、ソルレオーネ（Sorleone）というのはウゴリーノ・ヴィヴァルディの実子の名である。
この物語に登場する諸王国の場所については、様々な推測ができる。プレスター・ジョンへの言及やマグダソルという都市名（ソマリアの都市モガディシュと音が近い）から、ガレー船団の内の一隻がアフリカをほぼ周航したもののアフリカの角付近で捕らえられた、と解釈することが可能である。しかし語り手の地理的な言及の限界（セネガル川、ニジェール川、マリ帝国と黄金交易、ギニア湾など）を見る限りは、アブデセリブやマグダソルは非ムスリム圏のサブサハラ・西アフリカの国を指していると考えられる。最初にガレー船が捕獲されたアメヌアンについての記述は、セネガンビア地域を暗示しているといえる部分がある。この紀行小説にわずかでも史実性を認めるとしたら、ヴィヴァルディ兄弟らが到達したのは遠くてもセネガル付近までで、そこで彼らの冒険は終わったと考えるのが妥当である。
約1世紀後の1455年後半、ポルトガル王子エンリケの命を受けた航海者アントニオット・ウソディマーレは、西アフリカのガンビア川を遡行中にジェノヴァ語を話す男を発見したとして、その者こそヴィヴァルディ探検隊の最後の生き残りであると主張した。ただ、ウソディマーレに同行したアルヴィーゼ・ダ・カダモストの回想録には、そのようなエピソードは見られない。ウソディマーレはまた別に、ジェノヴァの公文書の中で以下のような詳細な報告を書いている。
1285年 (sic)、2隻のガレー船が、ウゴリーノとグイードというヴィヴァルディ兄弟(Hugolinum et Guidum de Vivaldis fratres)に率いられてジェノヴァ市からインドへ向けて出航した。これらのガレー船はかなりの距離を航海したものの、彼らがギニアの海 (mari de Ghinoia)に入った時、一方のガレー船の船体に穴が開き、航海を続けられなくなった。しかしもう一方の船は航海を続け、エチオピアのメナム(Menam)という町に至った。彼らはこの町の住民に捕らえられて監禁された。この住民はエチオピアのキリスト教徒で、プレスター・ジョンの領民であった。この海岸の町はGionという川の近くにあった。彼ら（探検隊）は厳しく監視され、誰一人故郷へ帰ることができなかった。以上はジェノヴァ貴族アントニオット・ウソディマーレが語ったものである。
Gionという川の名は、聖書に登場する、エデンの園から流れ出してエチオピアを通るギホン川に由来している。ただ、このヴィヴァルディ探検隊の文脈においては西アフリカのセネガル川を指している可能性がある。ウソディマーレの報告は、『リブロ・デル・コノスキメント』の焼き直しに近いものであった。
歴史家のホセ・ビエラ・イ・クラビホは、『ジェノヴァ年代記』（Anales de Génova）の中で、アウグスティン・ジュスティニアーニ神父からの情報として、2人のフランシスコ会士がヴィヴァルディ探検隊に参加したとしている。またビエラ・イ・クラビホによると、ペトラルカが、地元の伝承としてヴィヴァルディ兄弟が確かにカナリア諸島に到達したのだと主張した、という話を伝えている。当然ながら、ジュスティニアーニもペトラルカも、探検隊が実際にたどった運命を知っていたわけではない。Papiro Massonは、彼の著作『年代記』(Anales)の中で、ヴィヴァルディ兄弟こそ当代で初めてカナリア諸島を発見した者たちであるとしている。
最終的にヴィヴァルディ兄弟は、「アフリカ周航を目指したものの神話的なキリスト教徒の王プレスター・ジョンによってとらえられた」伝説的な人物として語られるようになった。彼らの旅は、ダンテの『神曲』地獄篇26章に影響を与えている可能性もある。ここに登場するオデュッセウスは『南半球』へ最後の旅に出るも、失敗に終わるのである。『神曲』を英訳したヘンリー・F・ケアリーによると、このオデュッセウスの最期は「大西洋に消えた冒険心豊かな探検家たちの運命」から着想を得た部分があるという。